# بريان كوسوورث
بريان كوسوورث (بالإنجليزية: Brian Cusworth)‏ مواليد 9 مارس 1984 في سانت لويس، هو لاعب كرة سلة أمريكي سابق. بدأ مسيرته الاحترافية في سنة 2007. يبلغ طوله 7 قدم 0 بوصة (2.1 م). اعتزل اللعب في 2013.

## المسيرة الاحترافية
لعب مع نادي بريوغان لكرة السلة في الدوري الإسباني في موسم 2007–2008، ثم لعب مع باسكت مانريسا في موسم 2009–2010، ثم لعب مع مين ريد كلوز في سنة 2012، ثم لعب مع راتيوفارم أولم في الدوري الألماني في سنة 2013.

## الإنجازات
- الدوري الإستوني الممتاز لكرة السلة 2007–08
- كأس إستونيا: الوصافة 2007–08

## روابط خارجية
- بريان كوسوورث على موقع الدوري الإسباني لكرة السلة (الإسبانية)
- بريان كوسوورث على موقع كرة السلة الأوروبية.كوم (الإنجليزية)
- بريان كوسوورث على موقع كلية كرة السلة في سبورتس رفرنس.كوم (الإنجليزية)
- بريان كوسوورث على موقع ريلجم (الإنجليزية)
- بريان كوسوورث على موقع بروبوليرز (الإنجليزية)
- بريان كوسوورث على موقع سبورتس رفرنس (الإنجليزية)
- بريان كوسوورث على موقع سبورتس رفرنس (الإنجليزية)